# قدسي الشيرازي
محمد بن فتح علي الحسيني الشيرازي المتخلص بـقُدسي (1871 - 1942) أديب وخطاط إيراني. 

## حياته
ولد بشيراز عام 1871 في عائلة من أهل دارابجرد ويتصل نسبه إلى الحسينيون الهاشميون. تعلم عند الشيخ مفيد الشيرازي. أمتاز في خط النستعليق كما نصح وقال: «المشق بالقلم كالمشي بالقدم فاقصد في المشق كما أمر لقمان أن يقصد في المشي». كان له اهتمام بالشعر الفارسي والتفسير. أصيب بمرض وعاش فقيرا في السنوات الأخيرة من حياته. توفي عام 1942 في مسقط رأسه. 

## مؤلفاته
- حظائر القدس : مقتبسة من كلمات أستاذه الشيخ مفيد الشيرازي.
- فردوس الكمال: في التفسير بعض آيات القرآن وشرح الأحاديث.
- ديوانه